# 新米哈伊利夫卡 (哈爾科夫州)
49°13′32″N 35°57′54″E / 49.22556°N 35.96500°E
新米哈伊利夫卡（羅馬化：Novomykhailivka）是位於烏克蘭東部哈爾科夫州别列斯京区薩赫諾夫希納市鎮的村莊#烏克蘭。該村始建於1870年，面積0.42平方公里，海拔高度153米，2001年人口177，人口密度每平方公里421.4人。